# 일리아나 뤼페르
일리아나 뤼페르(프랑스어: Iliana Rupert, 2001년 7월 12일~)는 프랑스의 농구 선수로 포지션은 센터이다. 

## 어린 시절
2001년 오드센주의 세브르에서 태어났다. 아버지인 티에리는 프랑스 국가대표팀에서 활동한 농구 선수이다.

## 경력
2021년 WNBA 드래프트 1라운드 12순위로 라스베이거스 에이시스에 입단해 첫 해 챔피언 자리에 올랐다. 
2022년 이탈리아 팀인 비르투스 볼로냐에서 활약하다가 2023년 애틀랜타 드림에 입단하였다.